# Amka (intendant royal)
Pour l’article homonyme, voir Amka.
Amka est un haut fonctionnaire égyptien qui a servi les rois Djer, Ouadji et Den pendant la Ire dynastie,. Il est le premier haut fonctionnaire égyptien dont la carrière peut être retracée de manière presque continue.

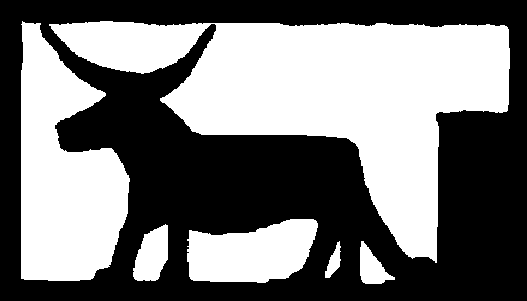
hiéroglyphe pour hout-ihout (Hout signifie maison).

Amka a servi pendant trois règnes de la Ire dynastie, de Djer jusqu'à la régence de Merneith au début du règne de Den ; son nom apparaît en effet sur des empreintes de sceaux provenant des tombes des rois Djer, Ouadji et de la reine Merneith dans le cimetière royal d'Oumm el-Qa'ab à Abydos. Sous Djer, il est déjà impliqué dans l'administration du domaine de « Hor-sekhenti-djou » (Ḥr-sḫntj-ḏw) et portait les titres de « nebi » (nbj) et « heri-nehenou » ((ḥrj) nḫn(w)).
Il conserve ce dernier titre sous Ouadji. Pendant la régence de Merneith, il semble avoir atteint l'apogée de sa carrière, obtenant le rang de « prêtre mortuaire » (sekhenou-akh, zḥnw-ȝḥ). Son dernier poste est celui d'« administrateur de district » (âdj-mer, ˁḏ-mr) de la « Maison du Veau » (hout-ihout, Ḥw.t-jḥw), un district situé dans l'ouest du delta du Nil, probablement près de Kôm el-Hisn. Il semble être passé de l'administration des fondations royales à l'administration régionale.